# Хроники на чародейците
Хроники на чародейците (Caster Chronicles) е поредица романи на Ками Гарсия и Маргарет Стоъл.
На 13 февруари 2013 година излиза филмова адаптация на първия роман от серията.

## Романи
| Година | Заглавие в оригинал    | Заглавие на български  | Издания на български                              | Бележки |
| ------ | ---------------------- | ---------------------- | ------------------------------------------------- | ------- |
| 2009   | „Beautiful Creatures“  | „Прелестни създания“   | 2010 – Издателство: „Кръгозор“. (ISBN 9547712300) |         |
| 2010   | „Beautiful Darkness“   | „Прелестен мрак“       | 2011 – Издателство: „Кръгозор“. (ISBN 9547712584) |         |
| 2011   | „Beautiful Chaos“      | „Прелестен хаос“       | 2013 – Издателство: „Кръгозор“. (ISBN 9547712997) |         |
| 2012   | „Beautiful Redemption“ | „Прелестно изкупление“ | 2013 – Издателство: „Кръгозор“. (ISBN 9547713130) |         |